# حسن كندي (شوط)
حسن‌ كندي هي قرية في مقاطعة شوط‌، إيران. عدد سكان هذه القرية هو 19 في سنة 2006.